# Jagdstaffel 9
A Jagdstaffel 9, conhecida também por Jasta 9, foi um esquadra de aeronaves da Luftstreitkräfte, o braço aéreo das forças armadas alemãs durante a Primeira Guerra Mundial. Os dois comandantes desta esquadra, Kurt Student e Walter Blume, viriam a ter uma influencia considerável na sucessora da Luftstreitkräfte, a Luftwaffe.

## Aeronaves
- Fokker E.III
- Fokker E.IV
- Albatros D.II
- Fokker D.VII